# سيسيل فريدريك باترسون
سيسيل فريدريك باترسون هو عالم بيئة كندي، ولد في 1891 في Warwick, Ontario ‏ في كندا، وتوفي في 1961.